# Carpetbagger
Carpetbagger (littéralement « celui qui porte un sac en tapis », traduisible par « profiteur » ou « opportuniste ») est un terme péjoratif désignant un individu originaire du Nord des États-Unis (ex-Union) venu s'installer dans le Sud (ex-Confédération) lors de la Reconstruction qui suivit la guerre de Sécession, avec l'intention de profiter de la situation confuse du pays. Ces migrants, parfois associés à l'image du juif errant, étaient dépeints comme des profiteurs de guerre et les caricatures les représentaient arrivant dans le Sud avec leurs affaires emballées dans des sacs (bags) faits de la matière dont on fabriquait les tapisseries ou tapis (carpet).

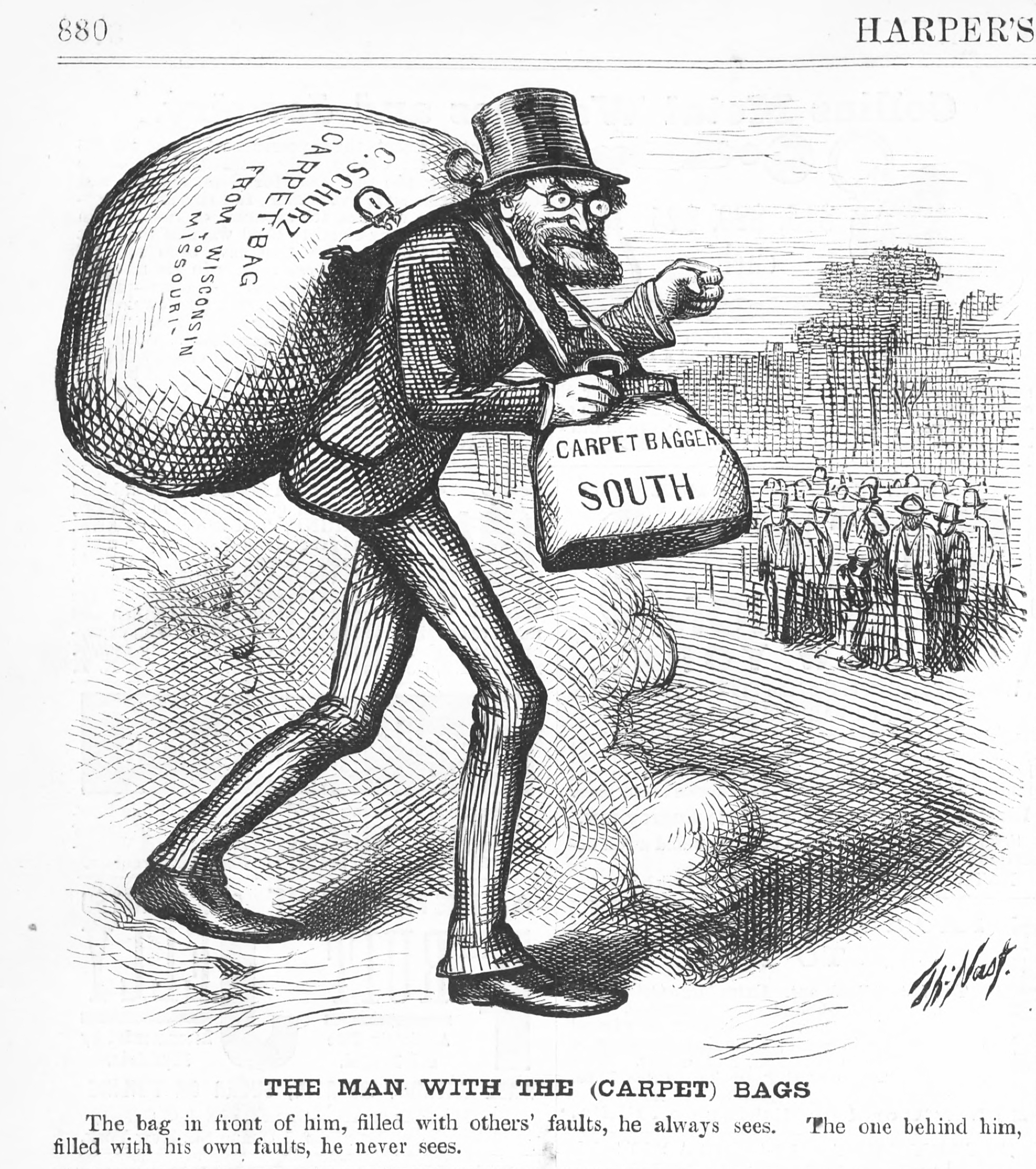
Caricature du sénateur Carl Schurz en carpetbagger par Thomas Nast.

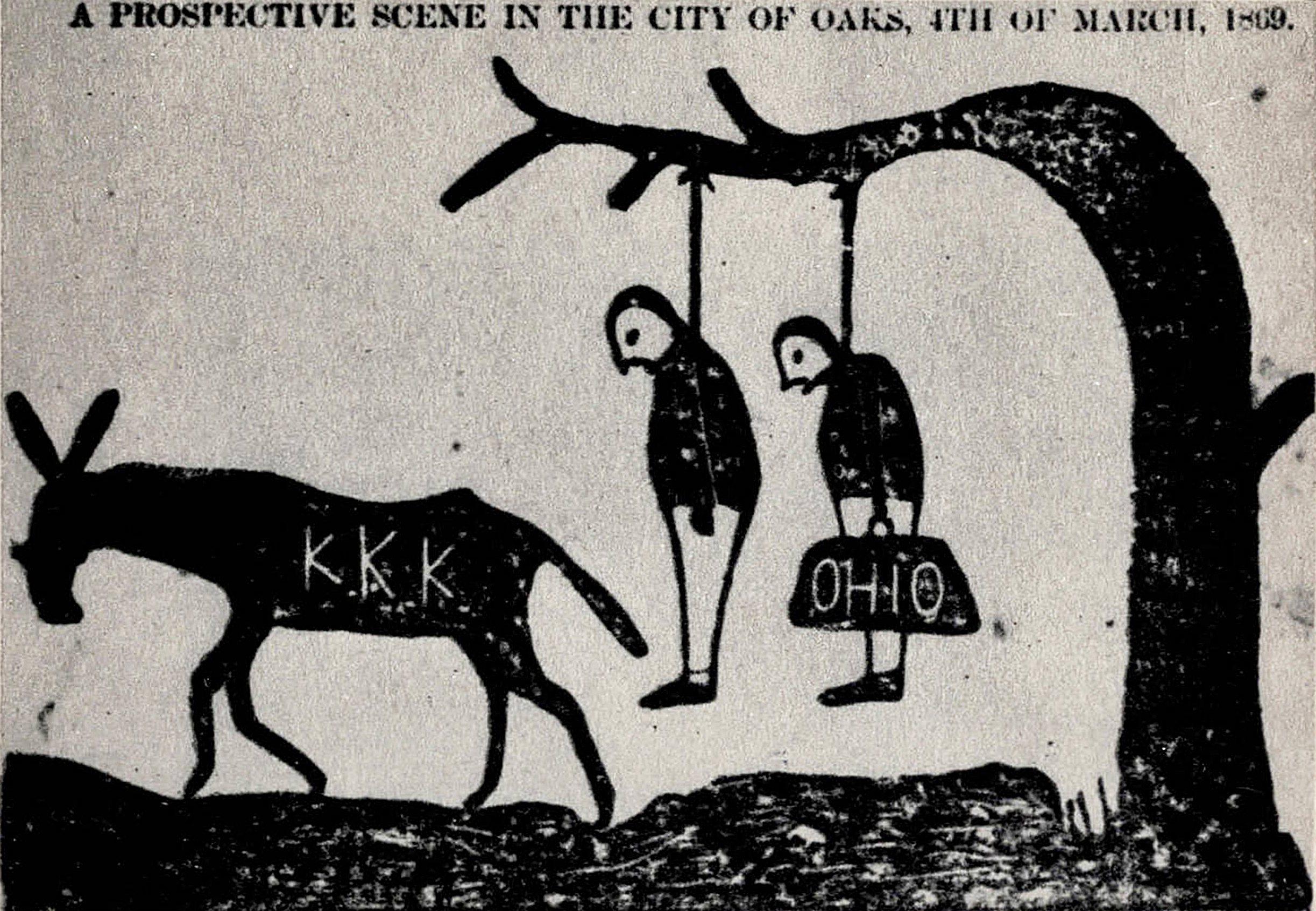
Caricature menaçant les carpetbaggers de lynchage par le Ku Klux Klan.

Le terme fut assigné également à tous les gens originaires du nord qui étaient liés à l’armée américaine, au Freedmen's Bureau ou à une institution scolaire. Tous les nordistes défendant les droits des Afro-américains et qui revendiquaient leur droit au suffrage étaient également taxés de « carpetbagger », puisque pour les sudistes, un homme qui tenait de tels propos était sans aucun doute un menteur, un tricheur et un criminel.
Le terme s'appliqua notamment aux hommes politiques républicains liés au gouvernement fédéral alors en place (Lincoln, puis Andrew Johnson et ensuite Grant), qui avaient pour objectif de se faire élire dans le Sud après la guerre de Sécession. Le Sud était en effet historiquement lié au parti démocrate et le fossé politique entre républicains et démocrates, particulièrement fort lors de l'élection de Lincoln avant la guerre, fut l'un des éléments déclencheurs de la Sécession des États du Sud.
La plupart de ces candidats républicains « parachutés » dans les circonscriptions du Sud connurent une carrière politique très brève, à l'exception notable de William P. Kellogg. Le terme reste usité aux États-Unis pour désigner les candidats à une élection présentés par leur parti politique dans une circonscription avec laquelle ils n'ont aucun lien.
Il ne faut pas confondre l'appellation carpetbagger avec celle de scalawag, autre terme péjoratif utilisé dans les états du sud. Dans cette lecture de l'histoire, encore en partie active, le terme scalawag désigne des blancs du Sud "collaborationnistes".